# Australian Football League
Australska nogometna liga (Viktorijanska nogometna liga) (AFL/VFL) je najpoznatija svjetska liga u australskom nogometu.U početku su u njoj sudjelovali samo klubovi iz Viktorije, većinom iz Melbournea (otud i naziv Viktorijanska liga), da bi se od 1982. proširila na Sydney Swans (nakon što je South Melbourne Swans preselio u Sydney), a zatim se proširila i na Adelaide, Brisbane i neke druge australske gradove, pa je od 1989. i promijenila naziv u Australska nogometna liga (AFL).

## Sustav natjecanja
Sezona AFL-a se sastoji od 2 dijela - ligaškog dijela i doigravanja. Ligaški dio traje od ožujka do kraja kolovoza ili početka rujna, a potom slijedi doigravanje. U ligaškom dijelu svaki od 16 klubova igra 22 utakmice, i na osnovu tih rezltata najboljih osam klubova ide u doigravanje, koje se igra kroz četiri tjedna kroz ove faze: 

- Qualifying Finals - igra se u prvom tjednu doigravanja, a igraju ga međusobno 1. i 4., te 2. i 3. klub iz ligaškog dijela prvenstva. Pobjednici iz ova dva susreta idu direktno u Preliminary Finals u trećem tjednu doigravanja, dok poraženi idu u Semi Finals
- Elimination Finals - također se igra u prvom tjednu doigravanja, a igraju ga međusobno 5. i 8., te 6. i 7. klub iz ligaškog dijela. Pobjednici ova dva susreta idu u Semi Finals
- Semi Finals - igraju ga poraženi iz Qualifying Finals i pobjednici Elimination Finals u drugom tjednu doigravanja. Pobjednici prolaze u Preliminary Finals
- Preliminary Finals - igra se u trećem tjednu doigravanja, a igraju ga pobjednici Qualifying Finals protiv pobjednika Semi Finals
- Grand Final' (Veliko finale) - igraju ga pobjednici Preliminary Finals, a momčad koja pobjedi u Grand Final je prvak AFL-a

## Klubovi u AFL-u
U AFL-u trenutno djeluje 18 klubova, a u toj ligi nema sustava promocije ni ispadanja iz drugih liga. Također, za razliku od liga u Sjevernoj Americi kod kojih također nema ispadanja i promocije poput NBA, NHL ili MLS, klubovi nisu podijeljeni po divizijama ili konferencijama.

### Trenutni klubovi u AFL-u
- Adelaide Crows (Adelaide)
- Brisbane Lions (Brisbane)
- Carlton Blues (Melbourne)
- Collingwood Magpies (Melbourne)
- Essendon Bombers (Melbourne)
- Fremantle Dockers (Fremantle)
- Geelong Cats (Geelong)
- Gold Coast Suns (Gold Coast)
- Greater Western Sydney Giants (Sydney)
- Hawthorn Hawks (Melbourne)
- Melbourne Demons (Melbourne)
- North Melbourne Kangaroos (Melbourne)
- Port Adelaide Power (Adelaide)
- Richmond Tigers (Melbourne)
- St Kilda Saints (Melbourne)
- Sydney Swans (Sydney)
- West Coast Eagles (Perth)
- Western Bulldogs (Melbourne)

### Bivši klubovi
- Brisbane Bears (Brisbane)
- Fitzroy Lions (Melbourne)
- Melbourne University (Melbourne)

 
Većina klubova dolazi iz australske države Victoria i to većinom iz Melbourne (Carlton, Collingwood, Essendon, Hawthorn, Melbourne, North Melbourne, Richmond, St. Kilda, Sydney Swans su prije igrali u Melbourneu kao South Melbourne Bloods, te bivši klubovi Fitzroy i Melbourne University), dok je Geelog Cats smješten u gradu Geelong.

## Prvaci i viceprvaci
| Godina                     | Prvak                     | Viceprvak / finalist      |
| Victorian Football League  | Victorian Football League | Victorian Football League |
| -------------------------- | ------------------------- | ------------------------- |
| 1897.                      | Essendon Bombers          | Geelong Cats              |
| 1898.                      | Fitzroy Lions             | Essendon Bombers          |
| 1899.                      | Fitzroy Lions             | South Melbourne Bloods    |
| 1900.                      | Melbourne Demons          | Fitzroy Lions             |
| 1901.                      | Essendon Bombers          | Collingwood Magpies       |
| 1902.                      | Collingwood Magpies       | Essendon Bombers          |
| 1903.                      | Collingwood Magpies       | Fitzroy Lions             |
| 1904.                      | Fitzroy Lions             | Carlton Blues             |
| 1905.                      | Fitzroy Lions             | Collingwood Magpies       |
| 1906.                      | Carlton Blues             | Fitzroy Lions             |
| 1907.                      | Carlton Blues             | South Melbourne Bloods    |
| 1908.                      | Carlton Blues             | Essendon Bombers          |
| 1909.                      | South Melbourne Bloods    | Carlton Blues             |
| 1910.                      | Collingwood Magpies       | Carlton Blues             |
| 1911.                      | Essendon Bombers          | Collingwood Magpies       |
| 1912.                      | Essendon Bombers          | South Melbourne Bloods    |
| 1913.                      | Fitzroy Lions             | St. Kilda Saints          |
| 1914.                      | Carlton Blues             | South Melbourne Bloods    |
| 1915.                      | Carlton Blues             | Collingwood Magpies       |
| 1916.                      | Fitzroy Lions             | Carlton Blues             |
| 1917.                      | Collingwood Magpies       | Fitzroy Lions             |
| 1918.                      | South Melbourne Bloods    | Collingwood Magpies       |
| 1919.                      | Collingwood Magpies       | Richmond Tigers           |
| 1920.                      | Richmond Tigers           | Collingwood Magpies       |
| 1921.                      | Richmond Tigers           | Carlton Blues             |
| 1922.                      | Fitzroy Lions             | Collingwood Magpies       |
| 1923.                      | Essendon Bombers          | Fitzroy Lions             |
| 1924.                      | Essendon Bombers          | Richmond Tigers           |
| 1925.                      | Geelong Cats              | Collingwood Magpies       |
| 1926.                      | Melbourne Demons          | Collingwood Magpies       |
| 1927.                      | Collingwood Magpies       | Richmond Tigers           |
| 1928.                      | Collingwood Magpies       | Richmond Tigers           |
| 1929.                      | Collingwood Magpies       | Richmond Tigers           |
| 1930.                      | Collingwood Magpies       | Geelong Cats              |
| 1931.                      | Geelong Cats              | Richmond Tigers           |
| 1932.                      | Richmond Tigers           | Carlton Blues             |
| 1933.                      | South Melbourne Swans     | Richmond Tigers           |
| 1934.                      | Richmond Tigers           | South Melbourne Swans     |
| 1935.                      | Collingwood Magpies       | South Melbourne Swans     |
| 1936.                      | Collingwood Magpies       | South Melbourne Swans     |
| 1937.                      | Geelong Cats              | Collingwood Magpies       |
| 1938.                      | Carlton Blues             | Collingwood Magpies       |
| 1939.                      | Melbourne Demons          | Collingwood Magpies       |
| 1940.                      | Melbourne Demons          | Richmond Tigers           |
| 1941.                      | Melbourne Demons          | Essendon Bombers          |
| 1942.                      | Essendon Bombers          | Richmond Tigers           |
| 1943.                      | Richmond Tigers           | Essendon Bombers          |
| 1944.                      | Fitzroy Lions             | Richmond Tigers           |
| 1945.                      | Carlton Blues             | South Melbourne Swans     |
| 1946.                      | Essendon Bombers          | Melbourne Demons          |
| 1947.                      | Carlton Blues             | Essendon Bombers          |
| 1948.                      | Melbourne Demons          | Essendon Bombers          |
| 1949.                      | Essendon Bombers          | Carlton Blues             |
| 1950.                      | Essendon Bombers          | North Melbourne Kangaroos |
| 1951.                      | Geelong Cats              | Essendon Bombers          |
| 1952.                      | Geelong Cats              | Collingwood Magpies       |
| 1953.                      | Collingwood Magpies       | Geelong Cats              |
| 1954.                      | Footscray Bulldogs        | Melbourne Demons          |
| 1955.                      | Melbourne Demons          | Collingwood Magpies       |
| 1956.                      | Melbourne Demons          | Collingwood Magpies       |
| 1957.                      | Melbourne Demons          | Essendon Bombers          |
| 1958.                      | Collingwood Magpies       | Melbourne Demons          |
| 1959.                      | Melbourne Demons          | Essendon Bombers          |
| 1960.                      | Melbourne Demons          | Collingwood Magpies       |
| 1961.                      | Hawthorn Hawks            | Footscray Bulldogs        |
| 1962.                      | Essendon Bombers          | Carlton Blues             |
| 1963.                      | Geelong Cats              | Hawthorn Hawks            |
| 1964.                      | Melbourne Demons          | Collingwood Magpies       |
| 1965.                      | Essendon Bombers          | St. Kilda Saints          |
| 1966.                      | St. Kilda Saints          | Collingwood Magpies       |
| 1967.                      | Richmond Tigers           | Geelong Cats              |
| 1968.                      | Carlton Blues             | Essendon Bombers          |
| 1969.                      | Richmond Tigers           | Carlton Blues             |
| 1970.                      | Carlton Blues             | Collingwood Magpies       |
| 1971.                      | Hawthorn Hawks            | St. Kilda Saints          |
| 1972.                      | Carlton Blues             | Richmond Tigers           |
| 1973.                      | Richmond Tigers           | Carlton Blues             |
| 1974.                      | Richmond Tigers           | North Melbourne Kangaroos |
| 1975.                      | North Melbourne Kangaroos | Hawthorn Hawks            |
| 1976.                      | Hawthorn Hawks            | North Melbourne Kangaroos |
| 1977.                      | North Melbourne Kangaroos | Collingwood Magpies       |
| 1978.                      | Hawthorn Hawks            | North Melbourne Kangaroos |
| 1979.                      | Carlton Blues             | Collingwood Magpies       |
| 1980.                      | Richmond Tigers           | Collingwood Magpies       |
| 1981.                      | Carlton Blues             | Collingwood Magpies       |
| 1982.                      | Carlton Blues             | Richmond Tigers           |
| 1983.                      | Hawthorn Hawks            | Essendon Bombers          |
| 1984.                      | Essendon Bombers          | Hawthorn Hawks            |
| 1985.                      | Essendon Bombers          | Hawthorn Hawks            |
| 1986.                      | Hawthorn Hawks            | Carlton Blues             |
| 1987.                      | Carlton Blues             | Hawthorn Hawks            |
| 1988.                      | Hawthorn Hawks            | Melbourne Demons          |
| 1989.                      | Hawthorn Hawks            | Geelong Cats              |
| Australian Football League |                           |                           |
| 1990.                      | Collingwood Magpies       | Essendon Bombers          |
| 1991.                      | Hawthorn Hawks            | West Coast Eagles         |
| 1992.                      | West Coast Eagles         | Geelong Cats              |
| 1993.                      | Essendon Bombers          | Carlton Blues             |
| 1994.                      | West Coast Eagles         | Geelong Cats              |
| 1995.                      | Carlton Blues             | Geelong Cats              |
| 1996.                      | North Melbourne Kangaroos | Sydney Swans              |
| 1997.                      | Adelaide Crows            | St. Kilda Saints          |
| 1998.                      | Adelaide Crows            | North Melbourne Kangaroos |
| 1999.                      | North Melbourne Kangaroos | Carlton Blues             |
| 2000.                      | Essendon Bombers          | Melbourne Demons          |
| 2001.                      | Brisbane Lions            | Essendon Bombers          |
| 2002.                      | Brisbane Lions            | Collingwood Magpies       |
| 2003.                      | Brisbane Lions            | Collingwood Magpies       |
| 2004.                      | Port Adelaide Power       | Brisbane Lions            |
| 2005.                      | Sydney Swans              | West Coast Eagles         |
| 2006.                      | West Coast Eagles         | Sydney Swans              |
| 2007.                      | Geelong Cats              | Port Adelaide Power       |
| 2008.                      | Hawthorn Hawks            | Geelong Cats              |
| 2009.                      | Geelong Cats              | St Kilda Saints           |
| 2010.                      | Collingwood Magpies       | St Kilda Saints           |
| 2011.                      | Geelong Cats              | Collingwood Magpies       |
| 2012.                      | Sydney Swans              | Hawthorn Hawks            |
| 2013.                      | Hawthorn Hawks            | Fremantle Dockers         |
| 2014.                      | Hawthorn Hawks            | Sydney Swans              |
| 2015.                      | Hawthorn Hawks            | West Coast Eagles         |

NAPOMENE: 

Fitzroy Lions i Brisbane Bears su se 1996. spojili u Brisbane Lions 

South Melbourne Bloods, South Melbourne Swans i Sydney Swans su isti klub (Sydney Swans) 

Footscray Bulldogs je današnji Western Bulldogs 

## Klubovi po uspješnosti
Zaključno sa sezonom 2015. 
| Klub                                                         | Grad              | Prvak | Viceprvak | Ukupno |
| ------------------------------------------------------------ | ----------------- | ----- | --------- | ------ |
| Essendon Bombers                                             | Melbourne         | 16    | 14        | 30     |
| Carlton Blues                                                | Melbourne         | 16    | 13        | 29     |
| Collingwood Magpies                                          | Melbourne         | 15    | 26        | 41     |
| Hawthorn Hawks                                               | Melbourne         | 13    | 6         | 19     |
| Melbourne Demons                                             | Melbourne         | 12    | 5         | 17     |
| Richmond Tigers                                              | Melbourne         | 10    | 12        | 22     |
| Geelong Cats                                                 | Geelong Melbourne | 9     | 9         | 18     |
| Fitzroy Lions                                                | Melbourne         | 8     | 5         | 13     |
| Sydney Swans (South Melbourne Bloods, South Melbourne Swans) | Sydney Melbourne  | 4     | 11        | 15     |
| North Melbourne Kangaroos                                    | Melbourne         | 4     | 5         | 9      |
| West Coast Eagles                                            | Perth             | 3     | 3         | 6      |
| Brisbane Lions                                               | Brisbane          | 3     | 1         | 4      |
| Adelaide Crows                                               | Adelaide          | 2     |           | 2      |
| St. Kilda Saints                                             | Melbourne         | 1     | 6         | 7      |
| Western Bulldogs (Footscray Bulldogs)                        | Melbourne         | 1     | 1         | 2      |
| Port Adelaide Power                                          | Adelaide          | 1     | 1         | 2      |
| Fremantle Dockers                                            | Fremantle         |       | 1         | 1      |

## Poveznice
- AFL official site

## Video
- AFL goals